# Invitation to a Gunfighter
Invitation to a Gunfighter (br Convite a um Pistoleiro) é um filme estadunidense de 1964 do gênero Western, dirigido por Richard Wilson  para a United Artists. 
Ambientado na época do imediato fim da Guerra Civil, o filme traz como tema a corrupção e os preconceitos raciais da sociedade estadunidense do século XIX e que em última instância levaram ao sangrento conflito. 

## Elenco principal
- Yul Brynner ...Jules Gaspard d'Estaing
- Janice Rule ...Ruth Adams
- George Segal ...Matt Weaver
- Alfred Ryder ...Doc Barker
- Clifford David ...Crane Adams

## Sinopse
Matt Weaver, um ex-soldado confederado ainda de uniforme, chega a pé e armado à sua cidade natal no estado do Novo México, logo após o término do conflito com a União. Os corruptos líderes da cidade, todos nortistas, leiloaram a fazenda do soldado e de seu pai (também confederado, morto na guerra), pois não lhe reconheceram o direito de retomar a mesma. Furioso, Matt acaba discutindo com o novo proprietário e o mata com um tiro.
Matt foge para a sua fazenda, recebendo ajuda dos empregados mexicanos, a quem sempre tratara bem. Matt diz que lutou pelos confederados não porque queria escravos, mas porque a cidade que o oprimia ficara a favor da causa nortista.
A elite da cidade não se mistura com os mexicanos a quem exploram e, temendo enfrentar Matt,  decidem contratar um assassino para resolver a questão. O misterioso pistoleiro Jules, de New Orleans, que passava pela cidade à caminho do México, assume a missão por dinheiro e se compromete a matar Matt.
Jules é mestiço de branco com negro, odeia os confederados e se dá bem com os mexicanos. Antes de ir atrás do soldado, porém, Jules resolve usufruir um pouco da cidade. À medida que ele conhece melhor os habitantes, começa a sentir um desprezo crescente por eles. Ao mesmo tempo, aumenta seu respeito por Matt. Mas, por honra "profissional", ele não quer desistir do trabalho e está determinado a matar o soldado, mesmo que se odeie por fazer o serviço sujo da racista e corrupta elite da cidade.